# آنتسیرابه نورد
آنتسیرابه نورد (به لاتین: Antsirabe Nord) یک منطقهٔ مسکونی در ماداگاسکار است که در ووهمار واقع شده‌است. آنتسیرابه نورد ۲۵٬۰۰۰ نفر جمعیت دارد و ۶۸ متر بالاتر از سطح دریا واقع شده‌است.